# Liste der Botschafter der Vereinigten Staaten in Guyana

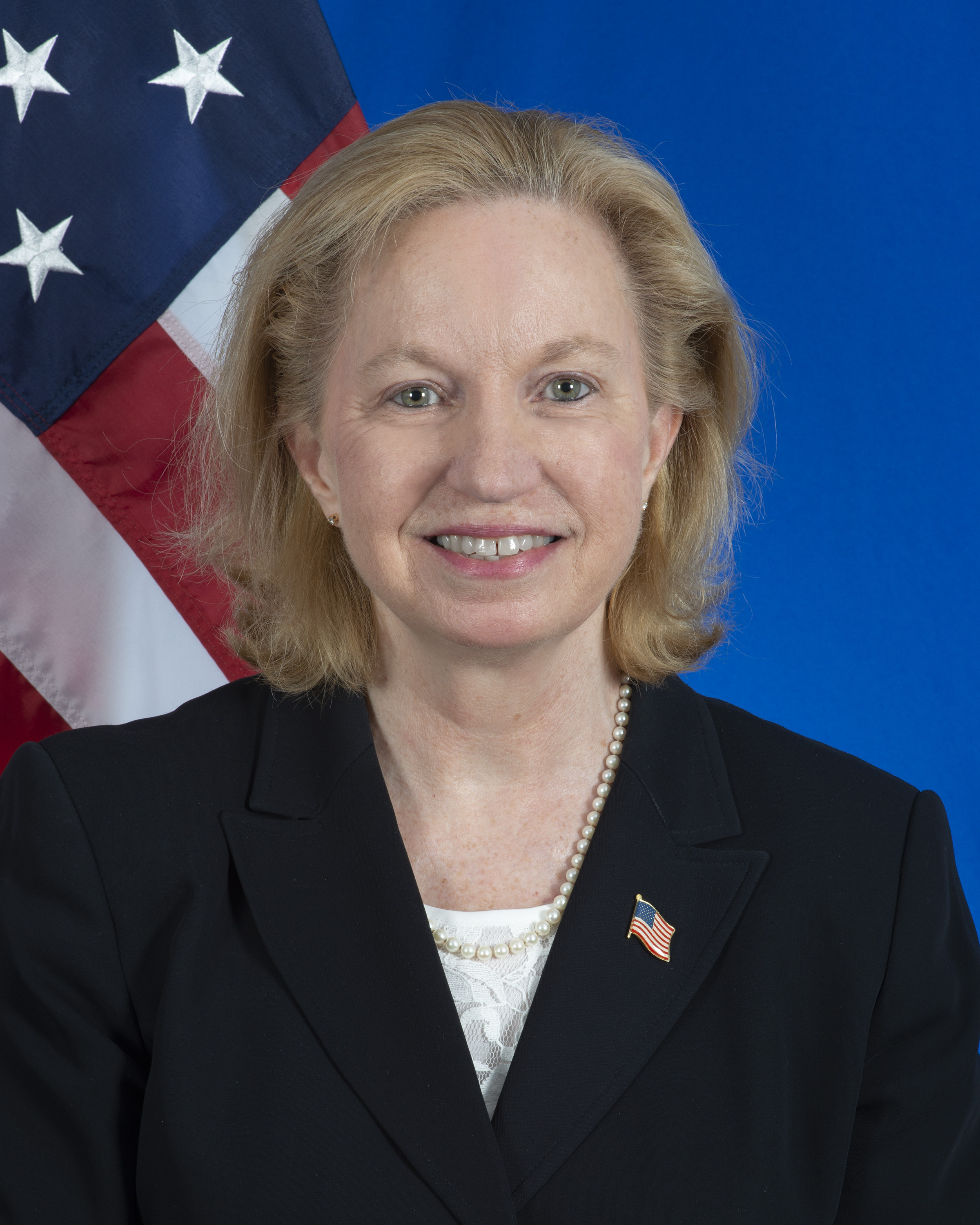
Sarah-Ann Lynch, derzeitige Botschafterin

Der Botschafter der Vereinigten Staaten von Amerika in Guyana ist der bevollmächtigte Botschafter (bis 1945 Gesandter) der Vereinigten Staaten von Amerika in Guyana.

## Botschafter
| Amtszeit  | Name                    | Bemerkungen                           |
| --------- | ----------------------- | ------------------------------------- |
| 1966–1969 | Delmar R. Carlson       | bis 1966 Chargé d’Affaires ad interim |
| 1969–1974 | Spencer Mathews King    |                                       |
| 1974–1976 | Max Vance Krebs         |                                       |
| 1977–1979 | John Richard Burke      |                                       |
| 1979–1981 | George B. Roberts Jr.   |                                       |
| 1982–1983 | Gerald Eustis Thomas    |                                       |
| 1984–1987 | Clint Arlen Lauderdale  |                                       |
| 1987–1990 | Theresa Anne Tull       |                                       |
| 1990–1992 | Dennis K. Hays          | Chargé d’Affaires ad interim          |
| 1992–1995 | George Fleming Jones    |                                       |
| 1995–1996 | David L. Hobbs          |                                       |
| 1996–1997 | Hugh V. Simon Jr.       |                                       |
| 1997–2000 | James F. Mack           |                                       |
| 2001–2003 | Ronald D. Godard        |                                       |
| 2003–2006 | Roland Wentworth Bullen |                                       |
| 2006–2008 | David M. Robinson       |                                       |
| 2008–2009 | John Melvin Jones       |                                       |
| 2011–2014 | D. Brent Hardt          |                                       |
| 2015–2018 | Perry L. Holloway       |                                       |
| 2019–     | Sarah-Ann Lynch         |                                       |